# Carollia sowelli
Carollia sowelli is een vleermuis uit het geslacht Carollia die voorkomt in Midden-Amerika, van de Mexicaanse staten Veracruz en San Luis Potosí (Atlantische kust) en Oaxaca (Pacifische kust) tot West-Panama. De typelocatie, de Grotten van Taulabé, ligt op 14°41'42"N, 87°57'07"W in Honduras.
C. sowelli is genoemd naar James E. Sowell, die veel heeft gedaan voor de Texas Tech University.
Deze soort is pas in 2002 beschreven; daarvoor werden de populaties van deze soort als de Midden-Amerikaanse populaties van C. brevicauda gezien. Volgens de DNA-analyse van Baker et al. (2002) is de "echte" C. brevicauda echter nauwer verwant aan C. perspicillata dan aan C. sowelli. Daarom beschreven ze C. sowelli als een nieuwe soort. Mogelijk zijn de twee verschillende kladen binnen C. sowelli, die 3,6% verschillen in hun mitochondriale DNA, zelfs twee verschillende soorten of ondersoorten.
C. sowelli is te onderscheiden van C. brevicauda doordat sowelli het donkerbruine deel van de rugharen, dat brevicauda wel heeft, mist en een grotere schedel heeft. Zie het artikel over C. brevicauda voor de verschillen tussen deze beide soorten en de andere Carollia-soorten.